# Сражение на реке Стоун
Сражение на реке Стоун (англ. The Battle of Stones River или Second Battle of Murfreesboro) происходило 31 декабря 1862 — 2 января 1863 года около города Мурфрисборо, в штате Теннесси во время американской гражданской войны.
Вместе со сражением при Хартсвилле эти события обычно сводятся в «Кампанию „Река Стоун“». Сражение в целом прошло вничью, но федеральная армия выдержала две атаки противника, а последующее отступление армии Конфедерации подняло боевой дух Севера, сильно упавший после битвы при Фредериксберге.
26 декабря федеральная армия Уильяма Роузкранса выступила из Нашвилла, чтобы напасть на армию Брэкстона Брэгга у Мурфрисборо. 31 декабря генералы армий планировали атаки против правого крыла противника, но Брэгг сумел ударить первым. Мощная атака корпуса Харди, а затем корпуса Полка опрокинули правый федеральный фланг, однако стойкое сопротивление дивизии Шеридана спасло армию от разгрома и федералы успели занять оборонительные позиции и отбить несколько последующих атак. Последняя атака силами корпуса Брекинриджа была неудачно организована и тоже провалилась. 3 января Роузкранс получил подкрепления и Брэгг решил отступить к Туллахоме.

## Предыстория
После неудачи под Перревиллем в октябре 1862 года Миссисипская армия генерала Брэгга была вынуждена отменить наступление на Кентукки и отступить в Харродсберг, где 10 октября соединилась с армией Кирби Смита. Теперь у Брэгга было около 38 000 человек, но он решил не проявлять активности, а федеральный командующий Бьюэлл также не спешил атаковать Брэгга.
Испытывая некоторые проблемы со снабжением, Брэгг отступил в Теннесси, в Ноксвилл и Чаттанугу, затем повернул на северо-запад, и, пройдя Туллахому, встал около Мурфрисборо. Миссисипскую армию объединили с Кентуккийской армией Смита и 20 ноября переименовали в Теннессийскую армию. Брэгг занял оборонительную позицию у реки Стоун. 16 декабря армию посетил президент Дэвис, который велел отправить дивизию Картера Стивенсона в Миссисипи, на оборону Виксберга. Таким образом, Брэгг лишился 7500 человек. Положение Брэгга осложнялось конфликтом с подчиненными генералами, которые требовали смещения Брэгга и обращались за этим к президенту, который не вмешивался в этот конфликт.
Между тем на Севере президент Линкольн был недоволен пассивностью Бьюэлла и сместил его, назначив командующим армией генерала Роузкранса, победителя при Йуке и Коринфе. Роузкранс направил свой XIV корпус в Нашвилл, где 24 октября корпус влился в новосформированную Камберлендскую армию. Ему намекали, что отстранят от командования, если он не проявит активности, но все же Роузкранс потратил некоторое время на реорганизацию армии и тренировку солдат и только 26 декабря выступил против Брэгга.
Невероятное численное превосходство кавалерии мятежников заставляло наши скромные кавалерийские отряды держаться за пехотными линиями, так что противник контролировал всю территорию вокруг нас, — писал Роузкранс, — с самого начала было очевидно, что мы имеем дело как с армией Брэгга, набранной по воинской повинности, так и с кланами кавалеристов, действующих партизанскими методами, чтобы избежать набора в пехотные части.
Пока Роузкранс готовился в Нашвилле, Брэгг приказал полковнику Джону Моргану отправиться в кавалерийский рейд на север от Нашвилла, чтобы помешать фуражировке и снабжению федеральной армии. В ходе этого рейда произошло Сражение при Хартсвилле, в 60 километрах от Нашвилла, где Морган захватил много трофеев и пленных. 26 декабря Роузкранс выступил из Нашвилла, и одновременно сам организовал диверсионный рейд, послав генерала Самуэля Картера вверх по Теннессийской долине для разрушения мостов.
Федеральная армия наступала на Мурфрисборо тремя колоннами, но сразу начала испытывать проблемы от набегов кавалерии генерала Уилера. И хотя Роузкранс имел в Нашвилле 81 729 человек, только половина этих сил была послана против Брэгга, остальные потребовались для охраны базы и коммуникаций. Левой колонной командовал Томас Криттенден, который шел вдоль железной дороги Нашвилл — Чаттануга, правой колонной командовал Александер Маккук, который шел через Ноленсвилль, а центральной колонной командовал Джордж Томас, который шёл вдоль железной дороги Нашвилл — Декейтер. Впереди колонн двигалась федеральная кавалерия Дэвида Стенли. Первые столкновения произошли уже 26-го числа под Ноленсвиллем, где генерал Маккук потерял 75 человек убитыми и ранеными.

## Силы сторон
Камберлендская армия Роузкранса была сведена в три крыла:
Правое крыло Александра Маккука, 16 000 человек:
- Дивизия Джефферсона Дэвиса: бригады Сидни Поста, Уильяма Карлина и Уильяма Вудраффа. + 3 артиллерийские батареи
- Дивизия Ричарда Джонсона: бригады Огаста Уиллича, Эдварда Кирка и Филимона Болдуина. + 3 артиллерийские батареи
- Дивизия Филипа Шеридана: бригады Джошуа Силла, Фредерика Шефера и Джорджа Робертса + 3 артиллерийские батареи

Центральное крыло Джорджа Томаса, 13 500 человек:
- Дивизия Ловела Руссо: бригады Бенжамена Скрибнера, Джона Битти, Джона Старкуитера и Оливера Шеферда. + 3 артиллерийские батареи
- Дивизия Джеймса Неглей: бригады Джеймса Спирса, Тимоти Стэнли и Джона Миллера + 3 артиллерийские батареи

Левое крыло Томаса Криттендена, 14 500 человек:
- Дивизия Томаса Вуда
- Дивизия Джона Палмера
- Дивизия Горацио Фон Клеве

Кавалерийская дивизия Дэвида Стэнли.
 Теннессийская армия Брэкстона Брэга состояла из двух корпусов и кавалерийской дивизии:
Корпус Леонидаса Полка:
- Дивизия Бенджамена Читема
- Дивизия Джонса Уайтерса

Корпус Уильяма Харди:
- Дивизия Джона Брекинриджа
- Дивизия Патрика Клейберна
- Дивизия Джона Маккоуна

Кавалерийская дивизия Джозефа Уилера

## Мурфрисборо. Планы сражения
Мурфрисборо был назван в честь участника войны за независимость, полковника Харди Мёрфри. В 1862 году он был небольшим городком в долине реки Стоун; до 1826 года — столицей штата Теннесси. Его жители были горячими сторонниками Юга и армия Брэгга вполне комфортно чувствовала себя здесь весь декабрь. В сельской округе легко было достать продовольствие для армии, а кроме того, он перекрывал дорогу на Чаттанугу. Генерал Харди потом писал, что местность не давала никаких преимуществ для обороняющихся, но Брэгг решил не отходить до реки Дак-Крик и не идти вперед до рубежа реки Стюартс-Крик, хотя Роузкранс вообще-то предполагал последнее. Местность вокруг Мурфрисборо была местами покрыта густым труднопроходимым лесом, примерно как в вирджинской Глуши.
Первоначально корпус Харди стоял в Триуне, в 32 километрах западнее, корпус Полка — на западном берегу реки, а отряд Брекинриджа — на высотах восточнее реки. Приказа строить укрепления отдано не было.
Роузкранс подошел к Мурфрисборо вечером 29 декабря. На закате две трети его армии стояли на нашвиллской дороге, а к утру следующего дня подошли остальные части и теперь у Роузкранса было 41 000 человек против 35 000 у Брэгга. Кавалерийские отряды Форреста и Моргана в это время совершали рейды по тылам противника, а кавалерия Уилера тревожила набегами саму федеральную армию. 29 декабря отряд Уилера в 2 500 человек совершил рейд вокруг армии Роузкранса, уничтожив обозы и захватив много военного снаряжения. Около 1000 человек было взято в плен.
30 декабря федеральная армия встала в трех километрах от Мурфрисборо. Армии теперь располагались параллельно одна другой, фронтом в 6 километров. Левый фланг Брэгга был сначала очень слаб, но Роузкранс ничего не знал о позициях противника, поскольку кавалерия южан мешала проводить разведку. Как и в прошлогоднем сражении при Бул-Ране, командиры разработали схожие планы: каждый планировал атаковать правый фланг противника, выйти в его тыл и отрезать его от баз. В этой ситуации победить должен был тот, кто атакует первым. Роузкранс отдал приказ атаковать сразу после завтрака, но Брэгг опередил его, приказав атаковать прямо на рассвете.
Брэгг разместил корпус Полка на западной стороне реки, а корпус Харди — на восточной. Он предполагал, что Роузкранс атакует 30 декабря, но когда этого не произошло, он решил направить корпус Харди и кавалерию Уартона в тыл противнику. Он начал перебрасывать корпус Харди на левый фланг и готовиться к атаке. Восточнее реки на высотах осталась только дивизия Брекинриджа.
Роузкранс планировал переправить дивизии Криттендена через реку и атаковать Брекинриджа на высотах, чтобы затем использовать их для артиллерийского обстрела всей линии противника. Томасу было приказано нанести вспомогательный удар в центр.
Ночь на 31-е армии простояли в 640 метрах друг от друга, причем их оркестры начали музыкальный поединок: северяне сыграли Yankee Doodle и Hail, Columbia, а южане — Dixie и The Bonnie Blue Flag. В итоге оба оркестра сыграли Home Sweet Home.

## 31 декабря
В два часа ночи местный житель сообщил Маккуку о расположении корпусов противника и о нахождении корпуса Харди прямо напротив правого фланга. Обеспокоенный Маккук сразу удлинил свой фланг дивизией Джонсона.
На рассвете 31-го декабря, около 06:00, дивизии генерала Харди начали атаку федерального правого фланга. В бой была брошена дивизия Джона Маккоуна, которая атаковала позиции федеральной дивизии Ричарда Джонсона — крайней на правой федеральном фланге. В наступление пошло сразу 10 000 человек теннессийской армии. Маккоун немного ошибся и взял слишком сильно влево, из-за чего правее его дивизии образовался разрыв, но этот разрыв сразу был закрыт дивизией Патрика Клейберна. Дивизия Джонсона (бригады Кирка и Уиллича, которых Маккук называл «лучшие и самые опытные бригады в моей армии») была сразу опрокинута потеряв половину своего состава, в руки южан попало несколько артиллерийских батарей, не успевших сделать ни единого выстрела. В плен попал и сам генерал Агустус Уилич.
Дивизия Джефферсона Дэвиса тоже продержалась совсем недолго.
К 10 часам утра Харди сумел отбросить противника почти на 5 километров, и только на линии железной дороги Джонсон сумел остановить свою дивизию. Роузкранс срочно отменил наступление Криттендена, который в 07:00 отправил за реку дивизию Горацио Фон Клеве. Началась переброска войск на правый фланг. Роузкранс не понял всей опасности ситуации, ошибочно предположив, что Маккук остановил атаку Харди. Когда же он лично помчался разобраться с ситуацией, ядром оторвало голову полковнику Джулиусу Гареше, начальнику штаба, так что сам Роузкранс весь оказался в крови.
Во второй волне атаки участвовал корпус Леонидаса Полка, состоящий из дивизий Уайтерса и Читема. Здесь южанам не повезло: Филип Шеридан предвидел раннюю атаку, поэтому привел свою дивизию в боеготовность уже в 04:00. Уайтерс атаковал правый фланг Шеридана, на стыке с дивизией Дэвиса, но подряд три его атаки были отбиты. Тогда Читем атаковал Шеридана с фронта, а Клейберн одновременно с фланга, но атака Читема была вялой и плохо организованной. Поговаривали даже, что Читем был нетрезв в тот день и не мог нормально командовать бригадами. Шеридану удалось удержаться, но дорогой ценой — за четыре часа сражения он потерял всех трех бригадных командиров и треть всех солдат.
К 10:00 основные цели южан были достигнуты. Они захватили 28 орудий и почти 3000 пленных.
Роузкранса спасла ошибка противника. Брекинридж не понял, что утренняя атака Криттендена уже закончилась и отменилась. Он ждал атаки и отказался отправить две бригады на левый фланг. Когда Брэгг приказал ему атаковать на своем участке и принести хоть какую-нибудь пользу, Брекинридж двинулся вперед и с удивлением обнаружил, что перед его фронтом вообще нет противника. Именно в это время Брэгг получил ложное сообщение о федеральном отряде, движущемся по ливанской дороге. Ввиду этого он отменил запрос на переброску двух бригад Брекинриджа.
К 11:00 у людей Шеридана кончились боеприпасы и его дивизия стала отступать. Северяне отошли к нашвиллской дороге и заняли там позицию, усиленную подкреплениями и артиллерией. Но левый фланг ещё держался, там стояла бригада Уильяма Хазена, занимая скалистый участок леса площадью в 4 акра, известный у местных жителей как «Круглый Лес». Генерал Мило Хаскалл отправил туда на помощь 3-й кентуккийский полк. Узнав, что командир полка погиб, Хаскалл сам занялся обороной позиции. В итоге бригада Хазена осталась на своей позиции последней из всех федеральных бригад.
В итоге Роузкрансу удалось стабилизировать фронт, и федеральные позиции приняли форму овала, обращенного задней частью к реке. Брэгг решил атаковать левый фланг федеральных позиций, то есть ту часть овала, которая тянулась на юго-восток и которую удерживала бригада Хазена. Из свободных частей у Брэгга остался только корпус Брекинриджа, поэтому Брэгг велел ему перейти реку и Брекинридж начал этот манёвр, хотя и весьма неторопливо. Только в 16:00 первые две бригады Брекиниджа атаковали Хазена, но сразу отступили с потерями. Позже подошли ещё две бригады и тоже были посланы в бой, и так же неудачно. Томас даже провел небольшую контратаку. В итоге в 16:30 сражение завершилось.
В результате Брэггу не удалось достичь главной своей цели — он не смог отрезать противника от его коммуникаций. Несмотря на неудачное начало, северяне отошли на сильные позиции, в о время как южане дезорганизовались по ходу атаки и это ослабило их силы.
Ночью Роузкранс созвал военный совет, чтобы решить, что делать дальше. Некоторые генералы предлагали отступить, пока их совсем не отрезали от Нашвилла. Роузкранс был с ними не согласен и его поддержали Томас и Криттенден. Считается, что на совете Томас сказал «Эта армия не отступает» или «Нет лучшего места, чтобы умереть». В итоге было решено статься на месте и продолжать сражение.
Брэгг между тем был уверен, что одержал победу. Он потерял 9 000 человек, но предполагал, что Роузкранс потерял больше. Перед сном Брэгг отправил в Ричмонд телеграмму:

Противник оставил свои сильные позиции и отступает. Мы заняли все поле боя и преследуем его. … Бог даровал нам счастливый Новый Год.
Оригинальный текст (англ.)– The enemy has yielded his strong position and is falling back. We occupy [the] whole field and shall follow him. ... God has granted us a happy New Year. 
— 

## 1—3 января
1 января в 03:00 Роузкранс вернулся к своему первоначальному плану и приказал дивизии Фон Клеве (которой после ранения Фон Клеве командовал Самуэль Битти) перейти реку, занять высоты, обеспечить прикрытие двух переправ через реку и найти хорошие позиции для артиллерии. Но серьезных столкновений так и не произошло. Обе армии отметили Новый Год отдыхом и лечением ран. Полк провел две небольшие атаки — одну на позиции Томаса, другую на позиции Шеридана, но без большого эффекта.
Между тем кавалерия Джозефа Уилера продолжала тревожить тылы федеральной армии. Северянам пришлось выделять крупные эскорты для обозов с ранеными для защиты их от набегов. Уилер расценил эти перемещения пехоты как подготовку к отступлению и передал эти выводы Брэггу. Брэгг решил дожидаться отступления противника.
2 января в 04:00 Брэгг приказал Брекинриджу атаковать дивизию Битти, которая заняла холм на восточной стороне реки. Брекинридж сначала возразил, что эта атака будет самоубийственной, но в итоге согласился и атаковал весьма решительно. Его атака отбросила федералов за Макфладден-Форд, но атакующие попали под огонь федеральной артиллерии с батарей западного берега, которыми командовал капитан Джон Менденхолл. Менденхолл расположил 45 орудий на хребте фронтом на брод, ещё 12 поставил в миле на юго-запад, для организации анфиладного огня. Атака Брекинриджа захлебнулась, его части потеряли почти 1 800 человек за один час. В 16:45 федеральная дивизия генерала Неглей пошла в контратаку и южане стали отступать. Брекинридж был потрясен этим разгромом. Он потерял почти треть своих сил — почти всю так называемую Бригаду Сирот (Orphan Brigade). Говорили, что он рыдал и повторял «Мои бедные сироты! Мои бедные сироты!»
Утром 3 января к Роузкрансу подошел большой обоз со снаряжением и ещё одна бригада. Кавалерия Уилера попыталась захватить обоз, но была отброшена. Позже вечером генерал Томас атаковал центр линии конфедератов в ответ на постоянные снайперские обстрелы его позиций. Томас сумел выбить противника из траншей и захватит почти 30 человек пленными. Это было единственное боевое столкновение 3 января.
Брэгг понял, что Роузкранс не намерен отступать, и будет продолжать получать подкрепления. У Брэгга осталось примерно 20 000 солдат, способных продолжать сражение, а разведка доносила ему, что у Роузкранса накопилось до 70 000 солдат. Кроме того, из-за дождей река могла разлиться и разделить его армию на части. Поэтому после 22:00 3 января он начал отступать через Мурфрисборо к Туллахоме, которая располагалась в 58-ми километрах южнее. 5 января Роузкранс занял Мурфрисборо, но не пытался преследовать Брэгга. говорят, что он произнес по этому поводу загадочную фразу: «Bragg’s a good dog, but Hold Fast’s a better», предположительно цитату из Диккенса.

## Последствия
В сражении при реке Стоун обе армии потеряли примерно 24 000 человек — больше, чем в любом другом сражении 1862 года, не считая Семидневной битвы, которая была по сути серией сражений. Север потерял 12 906, Юг — 11 739 человек. Так как в сражении участвовало всего 76 400 человек, то эти потери стали рекордными по соотношению потерь к общей численности армии — выше, чем при Шайло и Энтитеме. В бою погибло четыре бригадных генерала: южане Джеймс Рейнс, Роджер Хэнсон и северяне Эдвард Кирк и Джошуа Силл. Сражение стало восьмым из десяти самых кровопролитных сражений войны.
Тактически сражение прошло вничью, хотя Роузкранс объявил о победе, ссылаясь на то, что Брэгг первый покинул поле боя. Неудача Брэга только усилила недовольство его командованием со стороны дивизионных командиров. Только поддержка Джозефа Джонстона и отсутствие адекватной замены спасли его от отстранения от командования. Теперь южане уже не угрожали Кентукки и Средней Теннесси, и федеральная база в Нашвилле теперь была в безопасности.
После сражения Роузкранс потратил пять месяцев на укрепление Мурфрисборо. В городе был построен большой земляной «Форт-Роузкранс», который стал базой снабжения до конца войны. И только в июне 1863 года Роузкранс возобновил наступление на Брэгга, которое стало известно как Туллахомская кампания.
Часть поля боя и форт Роузкранс сейчас находятся на территории нацпарка «Stones River National Battlefield». Там находится самый старый монумент того времени, построенный силами бригады Хазена. На территории парка с 1865 года находится национальное кладбище с 6 000 могил федеральных солдат.